# Piotr Stasik
Piotr Stasik (ur. 23 września 1976) – polski reżyser, scenarzysta, autor zdjęć i montażysta filmów dokumentalnych.
Laureat kilkunastu nagród i wyróżnień filmowych, w tym: Polskiej Nagrody Filmowej, Orzeł w kategorii: najlepszy film dokumentalny, Złotego Grona w Konkursie Filmów Dokumentalnych na Lubuskim Lecie Filmowym oraz nominowany do Europejskiej Nagrody Filmowej w kategorii: najlepszy film dokumentalny.

## Wybrana filmografia
- Zawód: reżyser. Agnieszka Holland (2008)
- Andrzej Wajda: Róbmy zdjęcie! (2008)
- Koniec lata (2010)
- Dziennik z podróży (2013)
- 21 x Nowy Jork (2016)
- Opera o Polsce (2017)
- Fortepian Chopina (2018)
- Spróbujmy skoczyć do studni (2020)
- Odmienne stany świadomości (2020)
- Ćmy (2021)

## Wybrane nagrody i nominacje
- 2010 – „Złota Żaba” w Konkursie Krótkometrażowych Filmów Dokumentalnych na Międzynarodowym Festiwalu Autorów Zdjęć Filmowych „Plus Camerimage” za zdjęcia do filmu Koniec lata
- 2013 – Wyróżnienie w Konkursie Polskim na Krakowskim Festiwalu Filmowym za Dziennik z podróży
- 2013 – Złote Grono w Konkursie Filmów Dokumentalnych na Lubuskim Lecie Filmowym za Dziennik z podróży
- 2016 – nominacja do Europejskiej Nagrody Filmowej w kategorii: najlepszy film dokumentalny za 21 x Nowy Jork
- 2018 – Polska Nagroda Filmowa, Orzeł w kategorii: najlepszy film dokumentalny za 21 x Nowy Jork
- 2018 – nominacja do Polskiej Nagrody Filmowej, Orzeł w kategorii: najlepsze zdjęcia za 21 x Nowy Jork
- 2018 – nominacja do Polskiej Nagrody Filmowej, Orzeł w kategorii: najlepszy montaż za 21 x Nowy Jork